# 1882 Rauma
1882 Rauma (1941 UJ) là một tiểu hành tinh vành đai chính, được Liisi Oterma phát hiện tại Turku ngày 15.10.1941.